# Fonds national d'art contemporain
Pour les articles homonymes, voir FNAC.
Le Fonds national d'art contemporain (FNAC) est une collection d'art contemporain appartenant à l'État français. La conservation et la gestion de cette collection a été confiée au Centre national des arts plastiques (CNAP).
Cette collection regroupe plus de 102 500 pièces d'arts plastiques, de photographies, d'arts décoratifs ou de design, collectées depuis 1791. Il s'agit donc d'un dépôt et non d'un lieu d'exposition, les œuvres étant prêtées en fonction des demandes des musées, administrations ou autres évènements.
Conservée depuis 1991 dans un bâtiment de 4 500 m2 à Puteaux, sous l'esplanade de La Défense, avec une annexe à Saint-Ouen-l'Aumône, la collection déménage provisoirement en 2024 avec le CNAP dans le 18e arrondissement de Paris, avant son implantation définitive à Pantin, en 2027.   
Le budget annuel du FNAC est de l'ordre de 1,5 million d'euros[Quand ?], répartis entre des acquisitions et des commandes auprès de centaines d'artistes. Le programme d'acquisition est ouvert, n'étant pas réservé aux artistes français ou francophones ; la parité hommes-femmes constitue l'un des objectifs du FNAC. 

## Histoire
Le principe d'un fonds d'investissement dans l'art contemporain trouve son origine dans un service mis en place en 1791[réf. nécessaire].
Le fonds national d’art contemporain prend son actuelle dénomination en 1976, par un arrêté du 25 mai. 
Le Centre national des arts plastiques en assure la garde et la gestion pour le compte de l’État depuis 2003.

## Collections

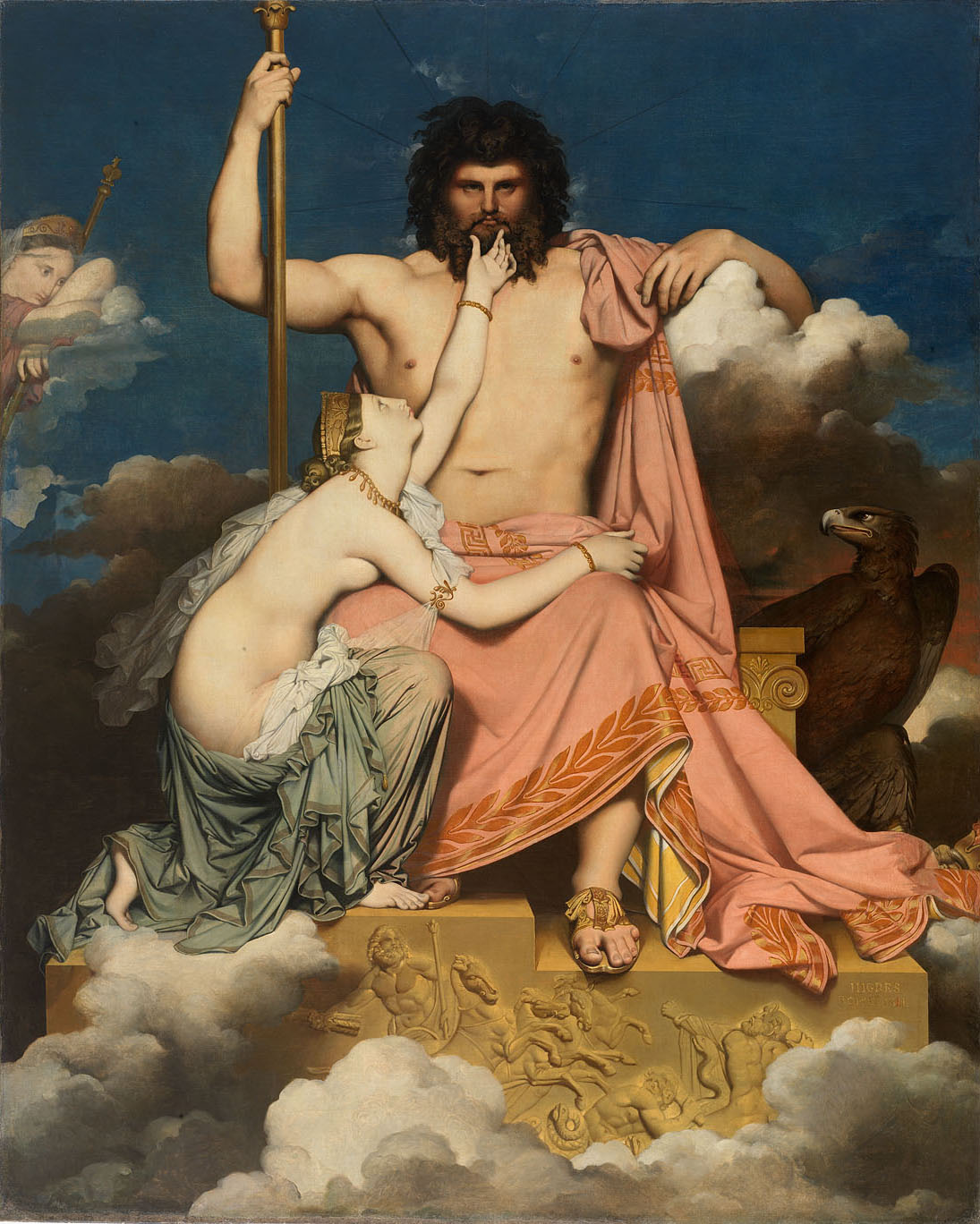
Jupiter et Thétis, par Jean-Auguste-Dominique Ingres (1811).

- Jacques-Louis David, Érasistrate découvrant la cause de la maladie d'Antiochus, 1774.
- Jean-Auguste-Dominique Ingres, Jupiter et Thétis, 1811.
- Jean-Baptiste Mallet, L'Éducation d'Henri IV, 1817.
- Jean-Auguste-Dominique Ingres, Le Vœu de Louis XIII, 1824.
- Joseph-Désiré Court, Scène du Déluge, 1826.
- Jean-Auguste-Dominique Ingres, Le Martyre de saint Symphorien, 1834.
- Hippolyte Flandrin, Dante aux enfers, 1835.
- Eugène Delacroix, Saint Sébastien secouru par les saintes femmes, 1836.
- Théodore Chassériau, Le Christ au Jardin des Oliviers, 1840.
- Théodore Chassériau, La Défense des Gaules par Vercingétorix, 1855.
- Paul Baudry, La Madeleine pénitente, 1858.
- Jean-Léon Gérôme, Rachel, « La Tragédie », 1859.
- Gustave Doré, Entre ciel et terre, 1862.
- Julien Le Blant, Dîner de l'équipage, 1884.
- Camille Claudel, Buste d'Auguste Rodin, 1886-1892.
- André Brouillet, Une leçon clinique à la Salpêtrière, 1887.
- Emmanuel Frémiet, Gorille enlevant une femme, 1887.
- Auguste Renoir, Portrait de Colonna Romano, 1912.
- Jacqueline Marval, La Grande Plage à Biarritz, 1923.
- Tarsila do Amaral, A Cuca, 1924.
- Carlo Sarrabezolles, L'Âme de la France, 1931.
- Henri Matisse, Intérieur à Ciboure, 1940.
- Marc Chagall, Plafond de l'Opéra, 1964.
- Jean Dubuffet, Le Bel costumé, 1973/1998.
- Louis Mitelberg, Hommage au capitaine Dreyfus, 1985.
- Charles Correia, Hommage aux Maréchaux : Juin, Leclerc, Koenig, De Lattre de Tassigny, 1988.
- François Morellet, La Défonce, 1990.
- Françoise Pétrovitch, Ne bouge pas poupée, 2007.

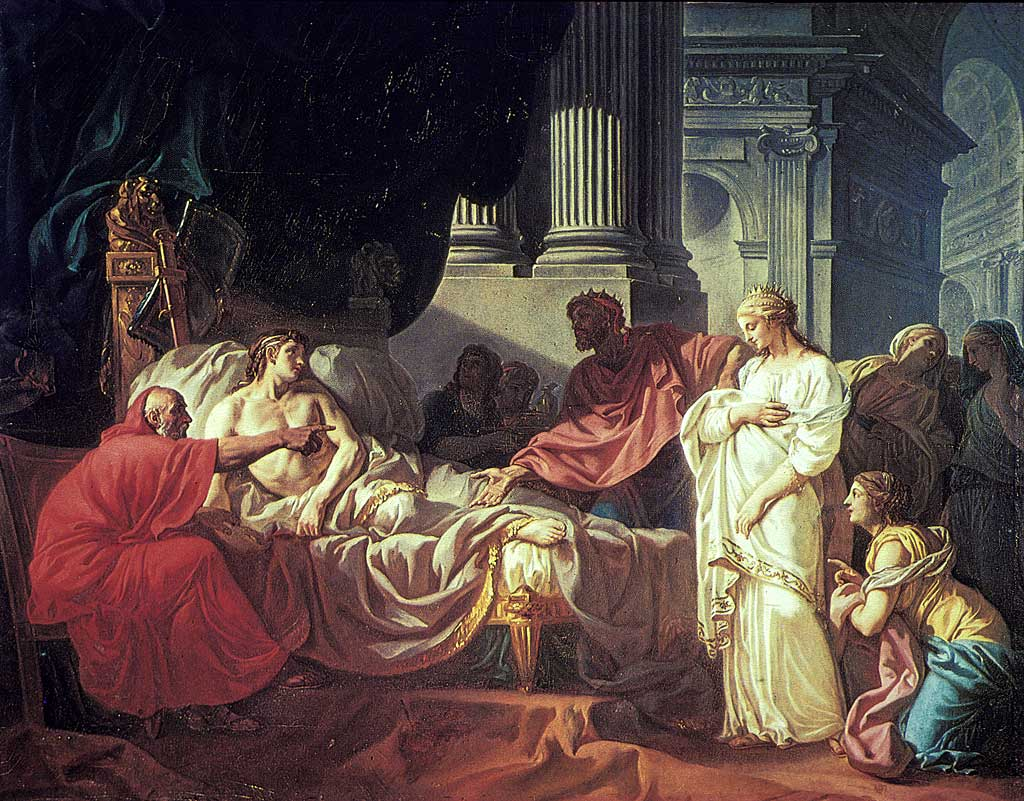
Jacques-Louis David, Érasistrate découvrant la cause de la maladie d'Antiochus, 1774.
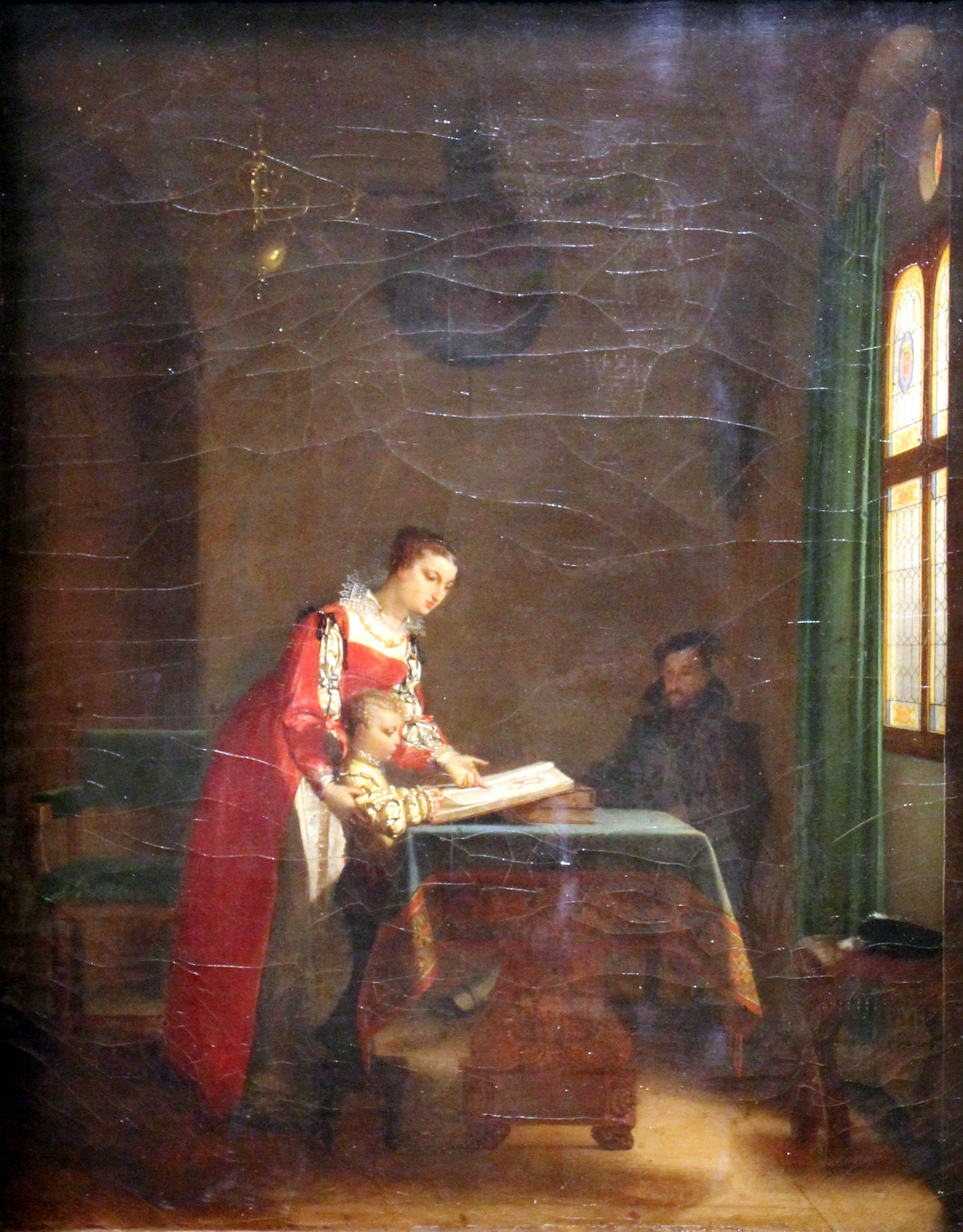
Jean-Baptiste Mallet, L'Éducation d'Henri IV, 1817.
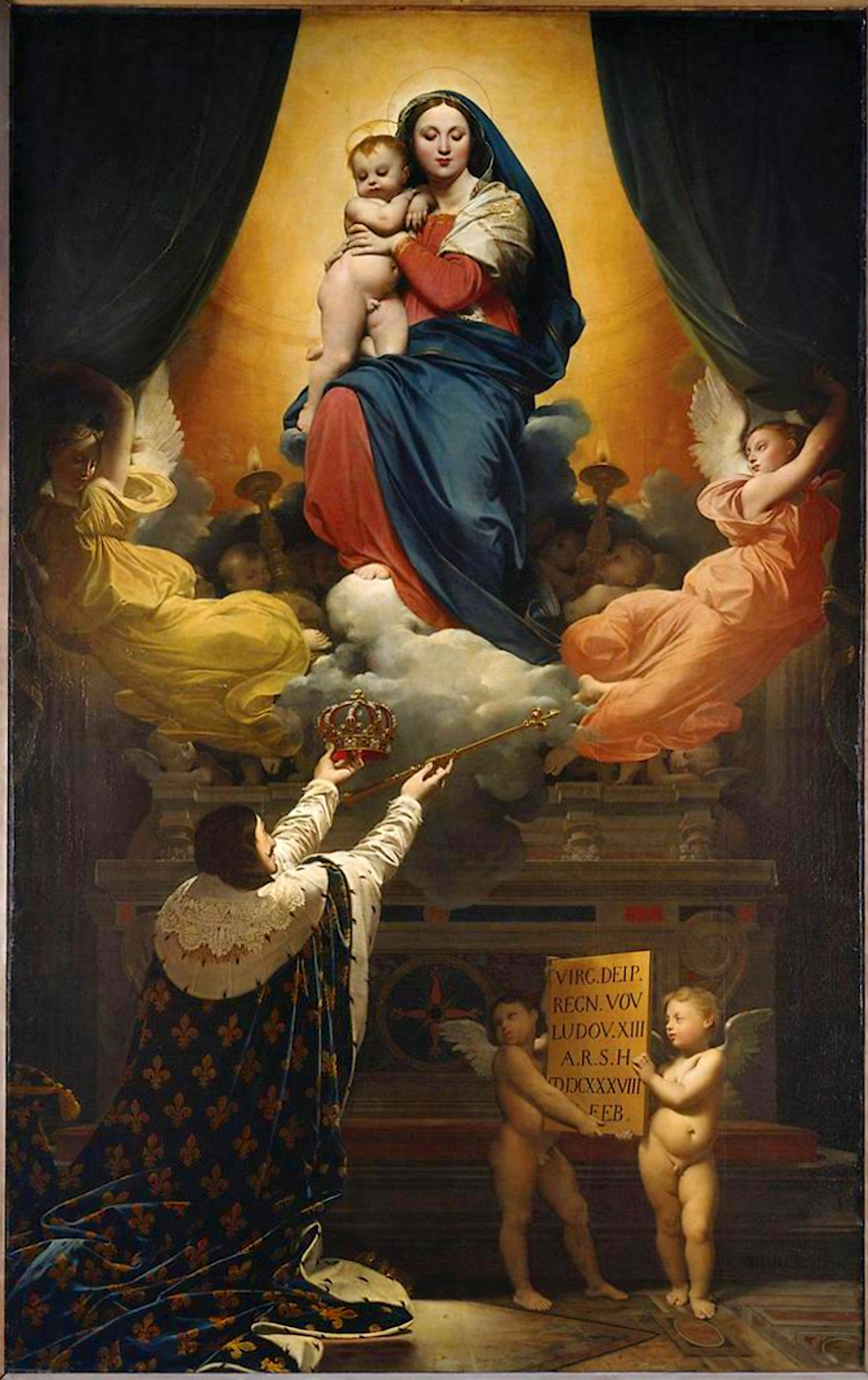
Jean-Auguste-Dominique Ingres, Le Vœu de Louis XIII, 1824.
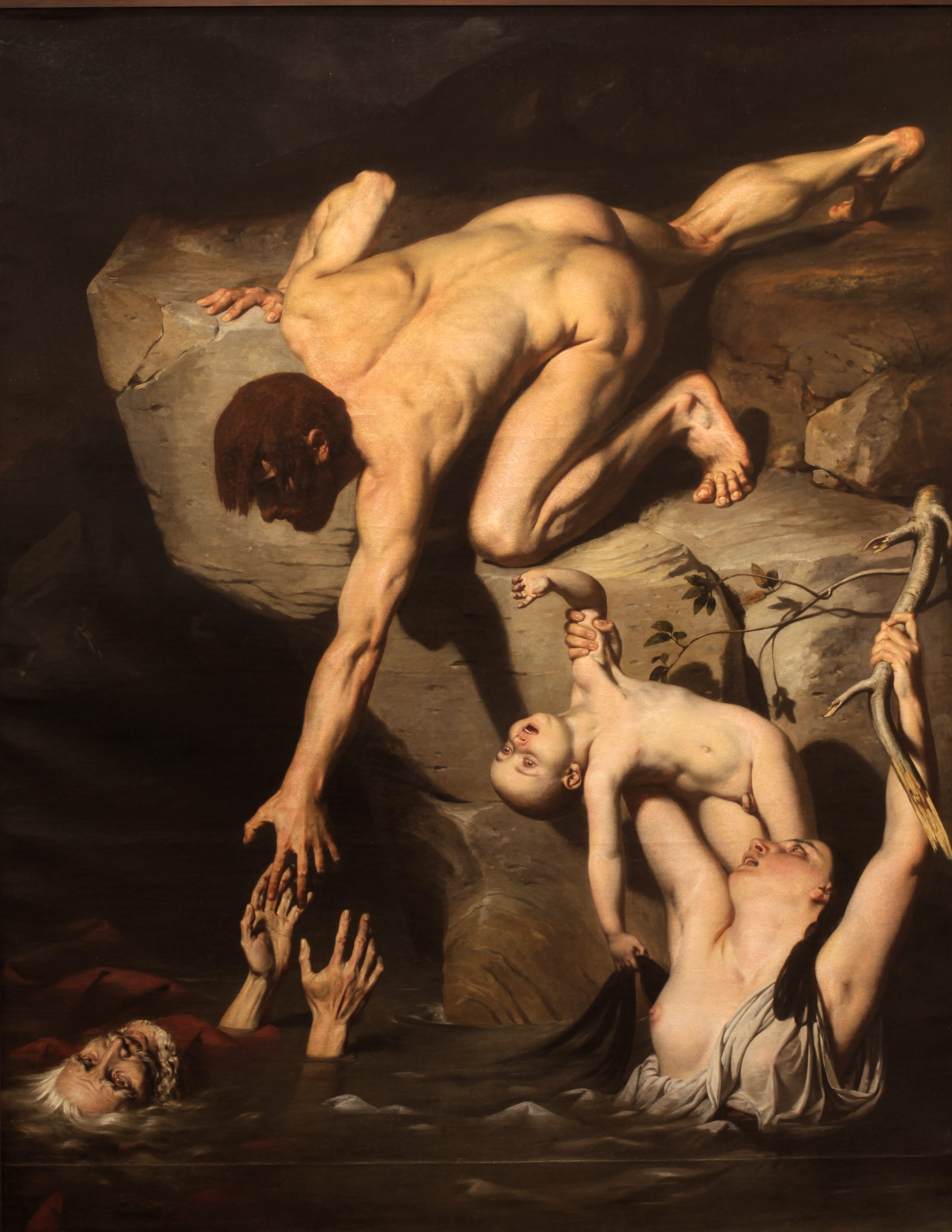
Joseph-Désiré Court, Scène du Déluge, 1826.
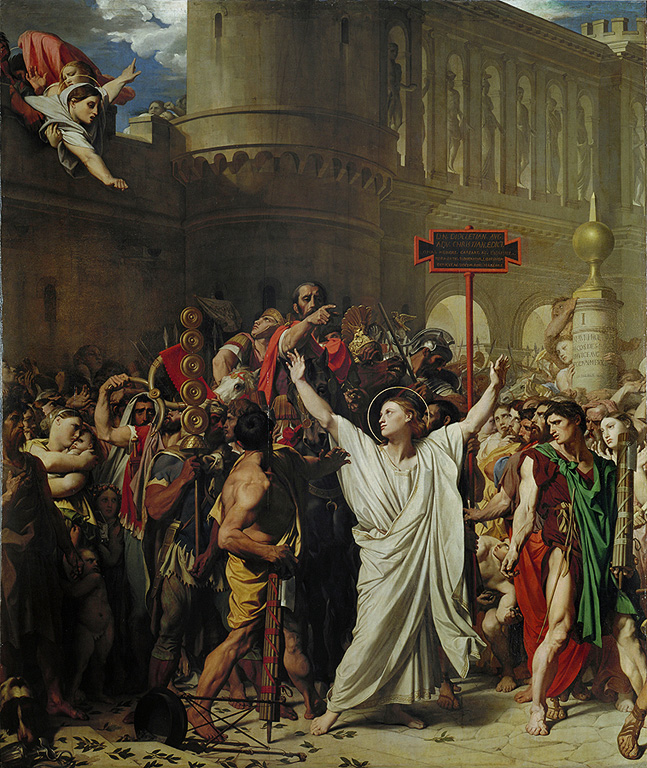
Jean-Auguste-Dominique Ingres, Le Martyre de saint Symphorien, 1834.
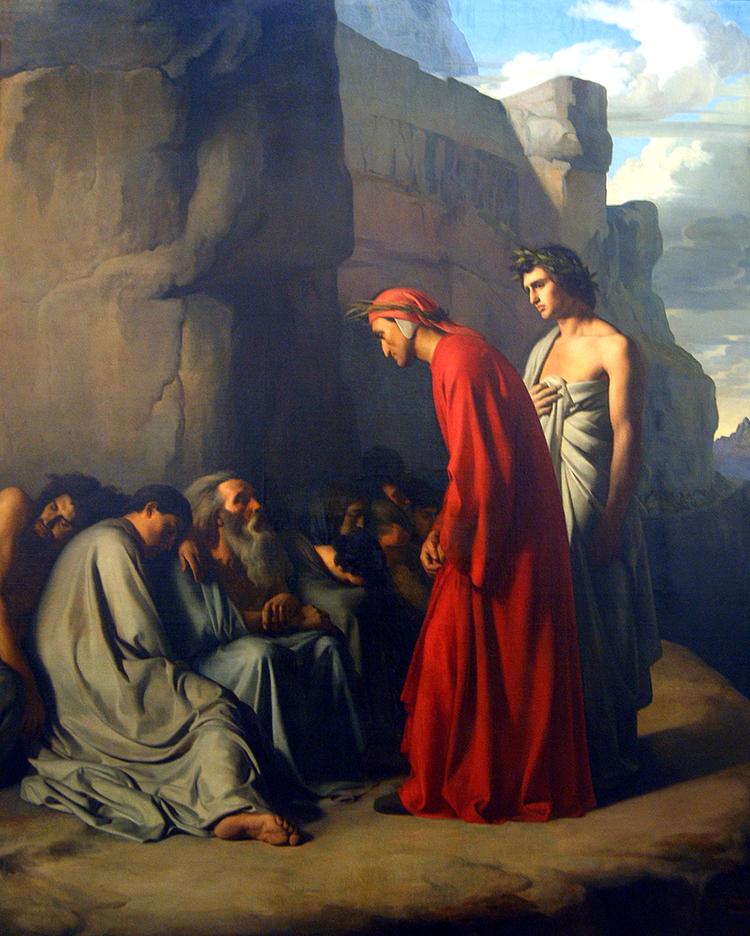
Hippolyte Flandrin, Dante aux enfers, 1835.
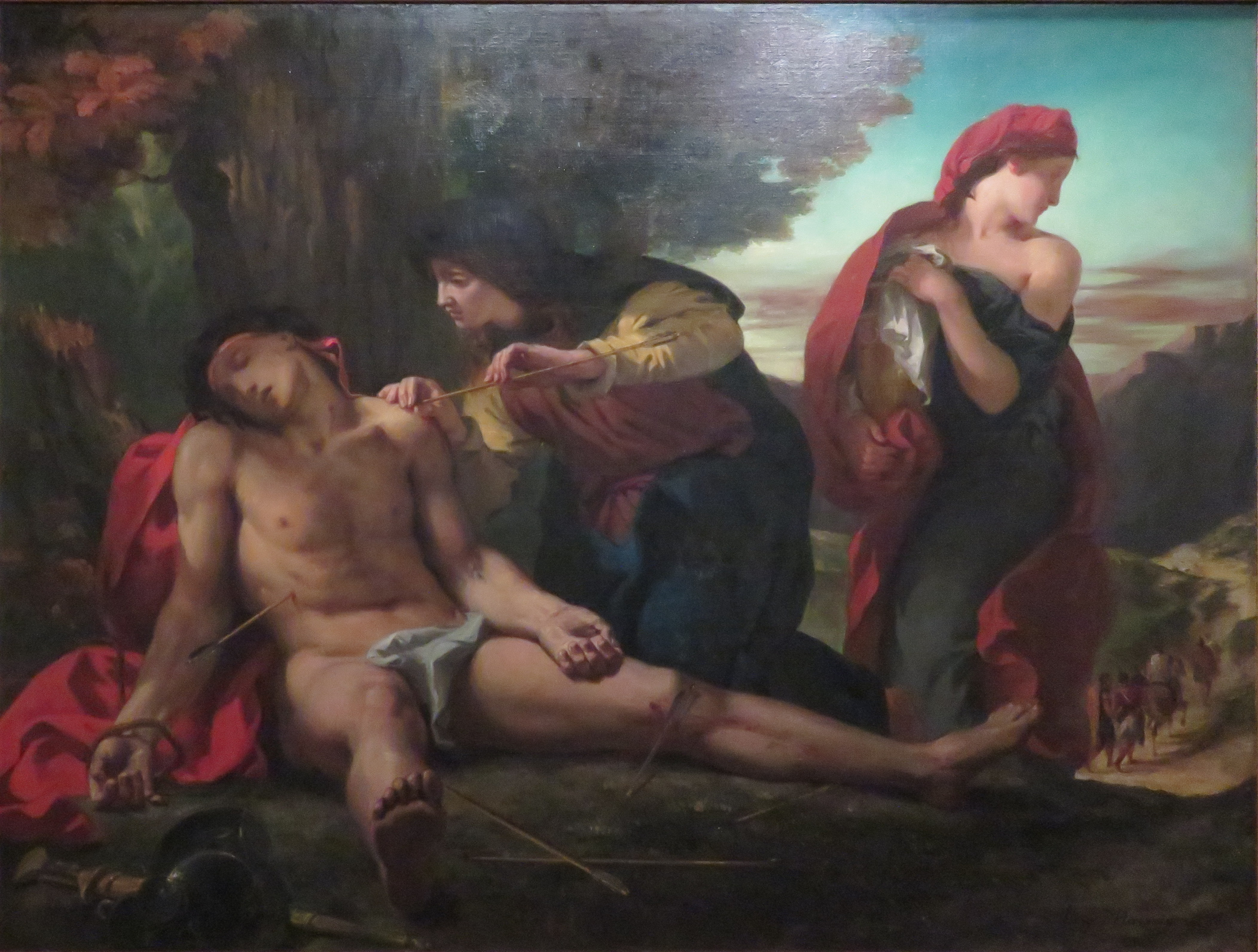
Eugène Delacroix, Saint Sébastien secouru par les saintes femmes, 1836.
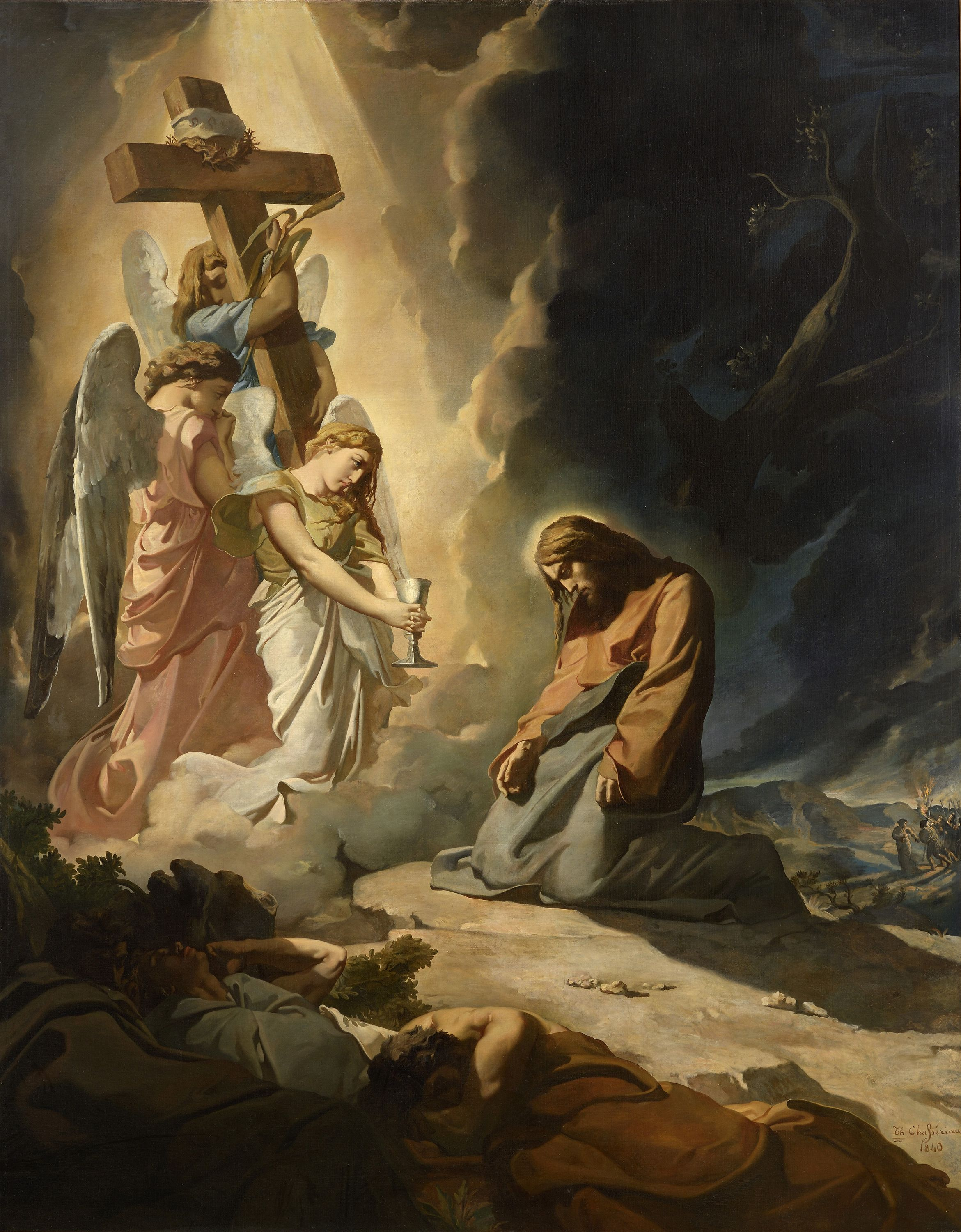
Théodore Chassériau, Le Christ au Jardin des Oliviers, 1840.
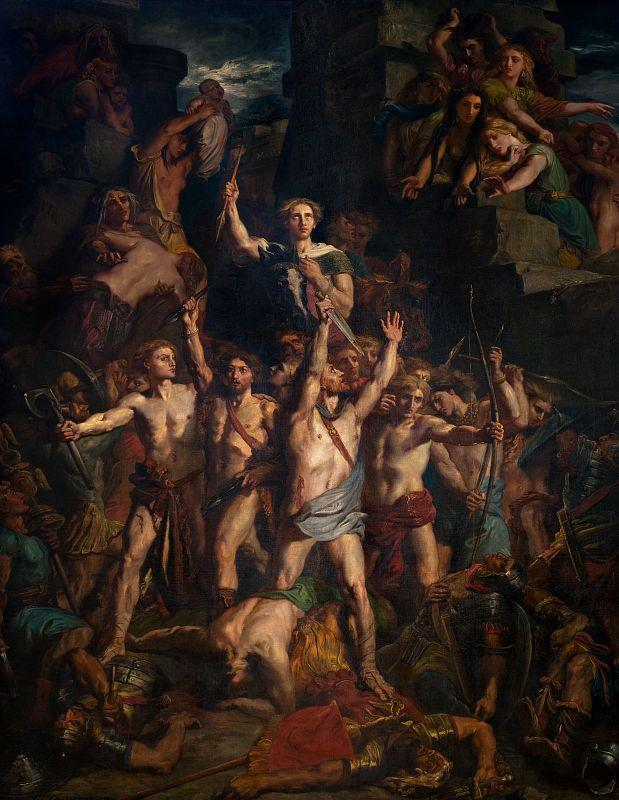
Théodore Chassériau, La Défense des Gaules par Vercingétorix, 1855.
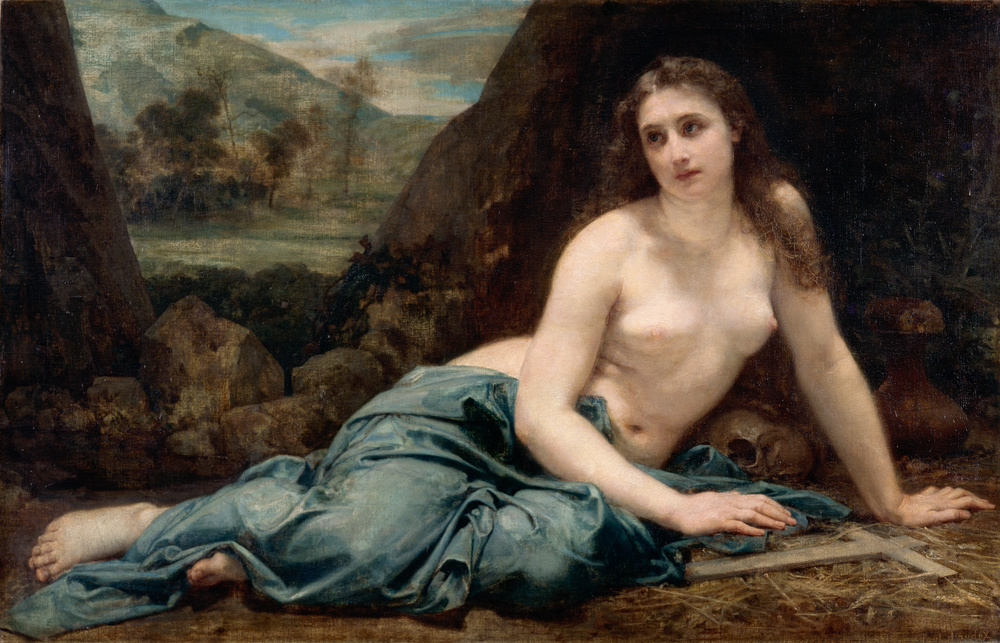
Paul Baudry, La Madeleine pénitente, 1858.
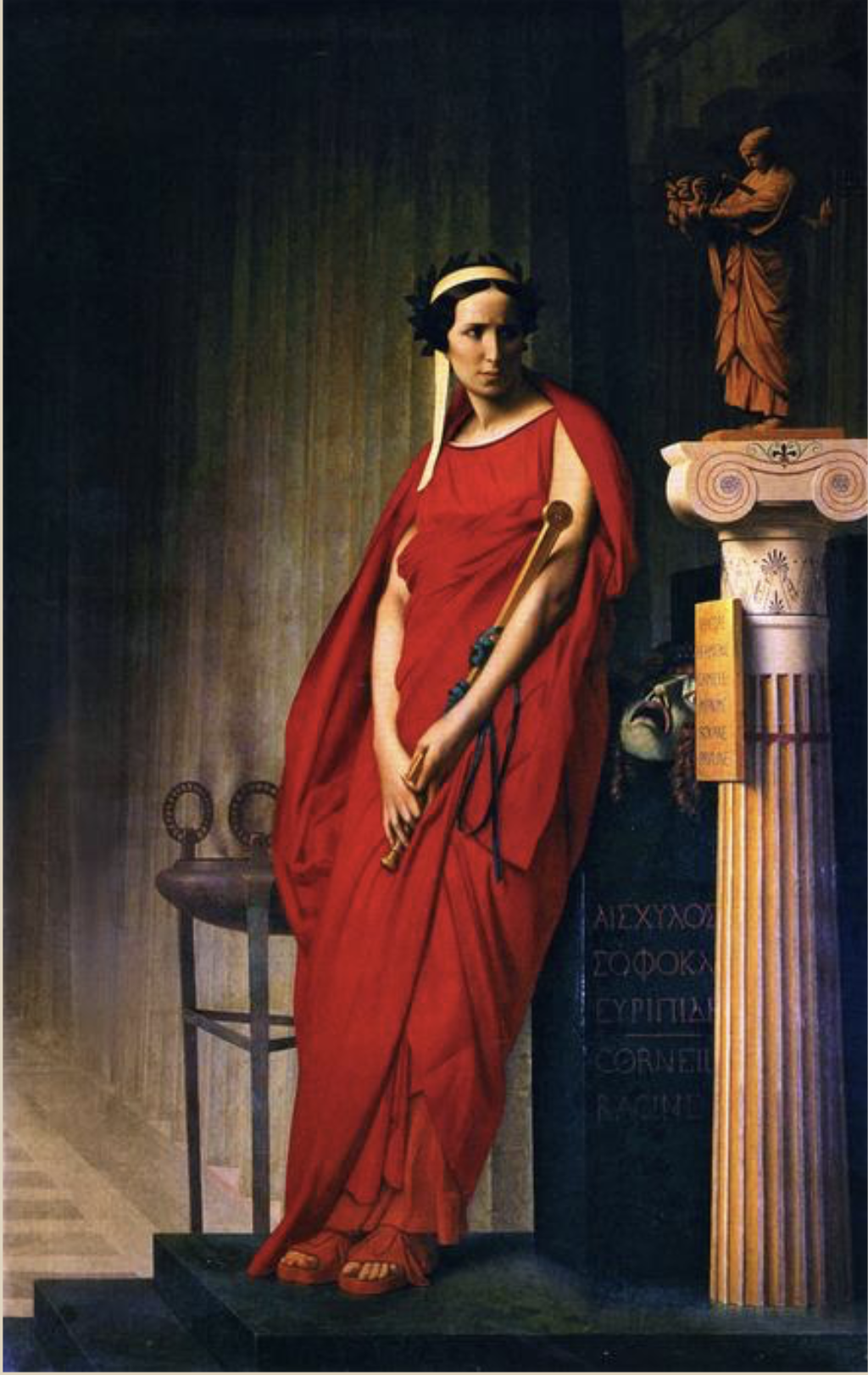
Jean-Léon Gérôme, Rachel, « La Tragédie », 1859.
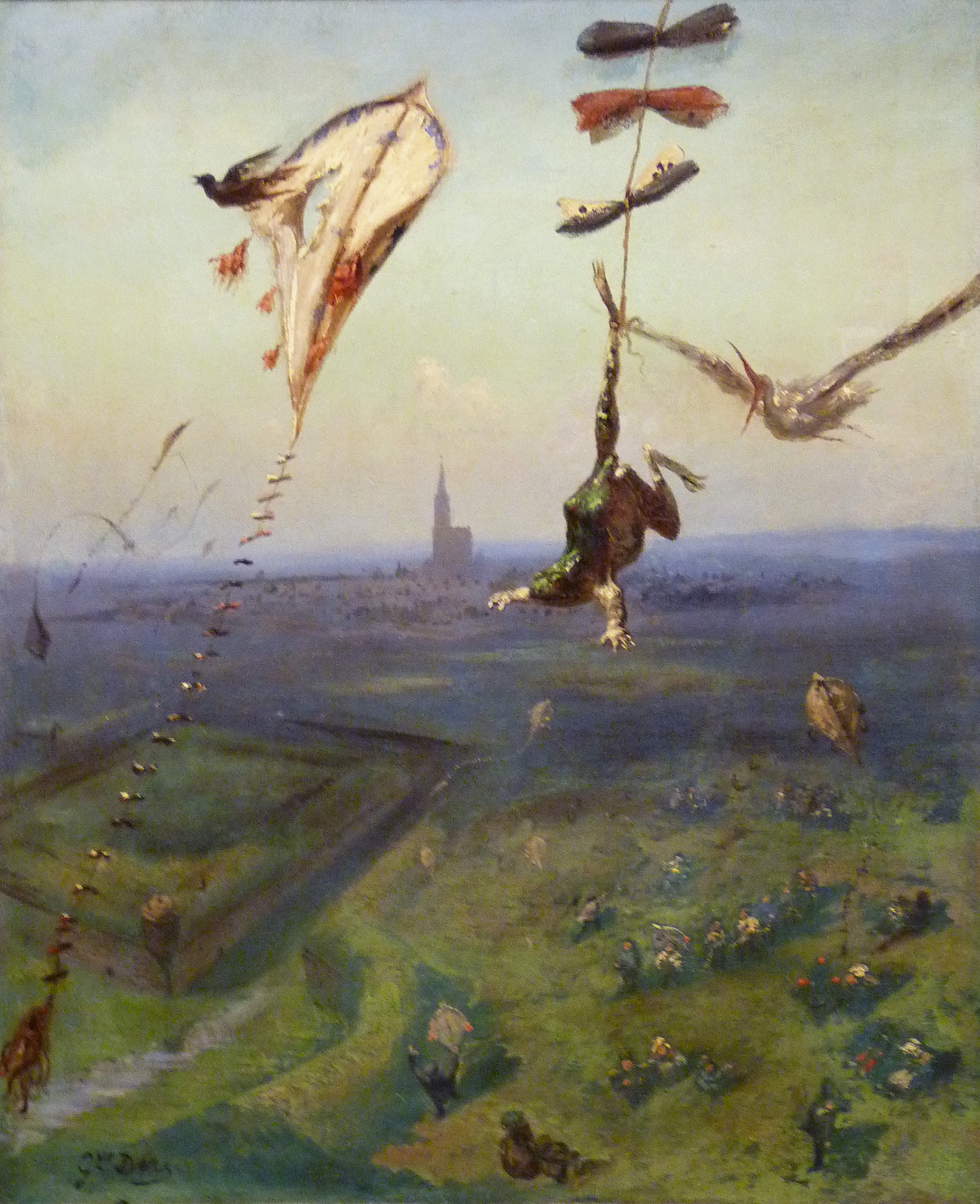
Gustave Doré, Entre ciel et terre, 1862.
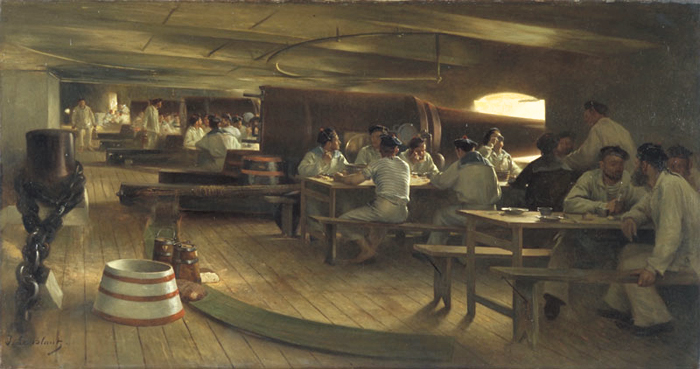
Julien Le Blant, Dîner de l'équipage, 1884.
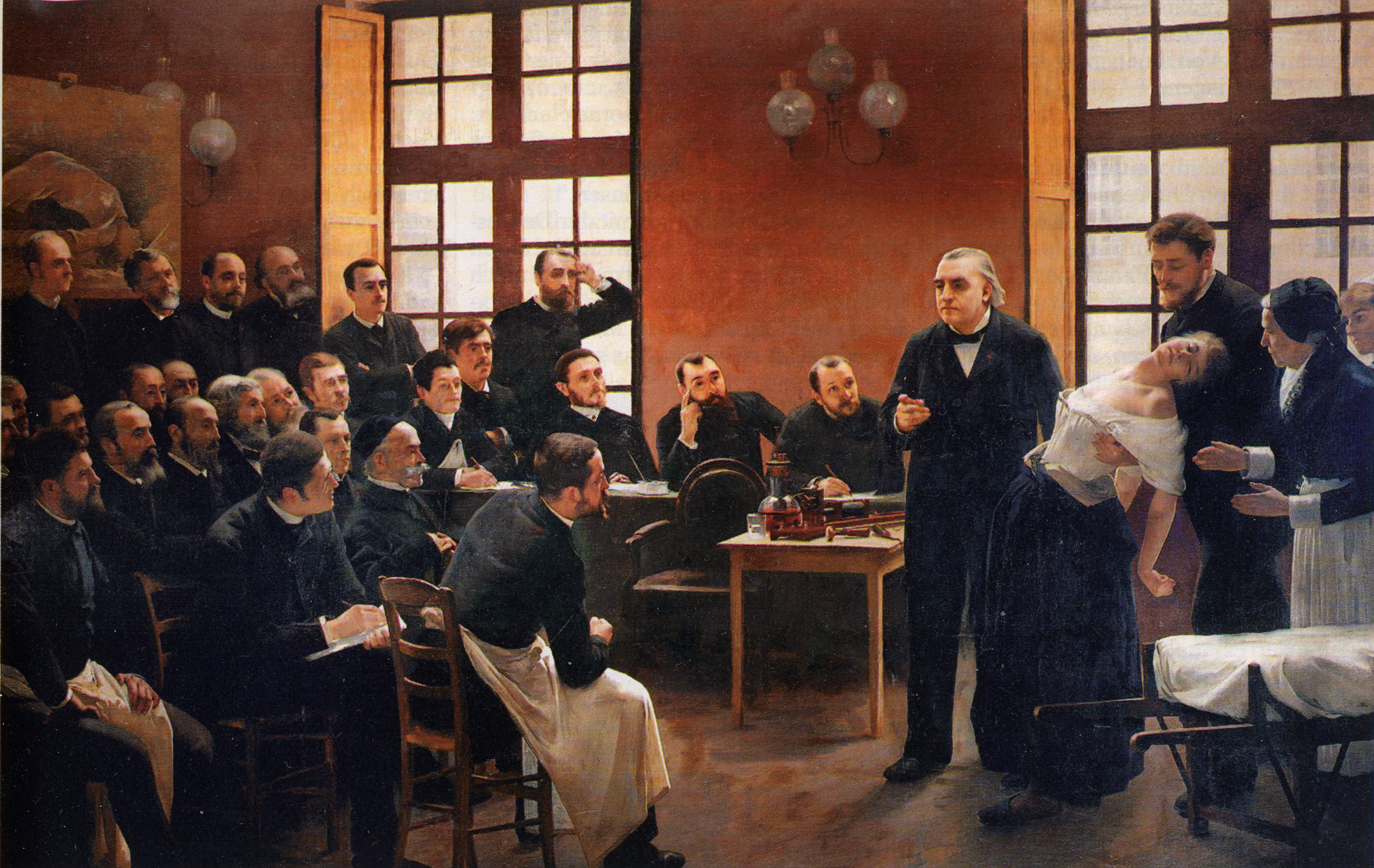
André Brouillet, Une leçon clinique à la Salpêtrière, 1887.
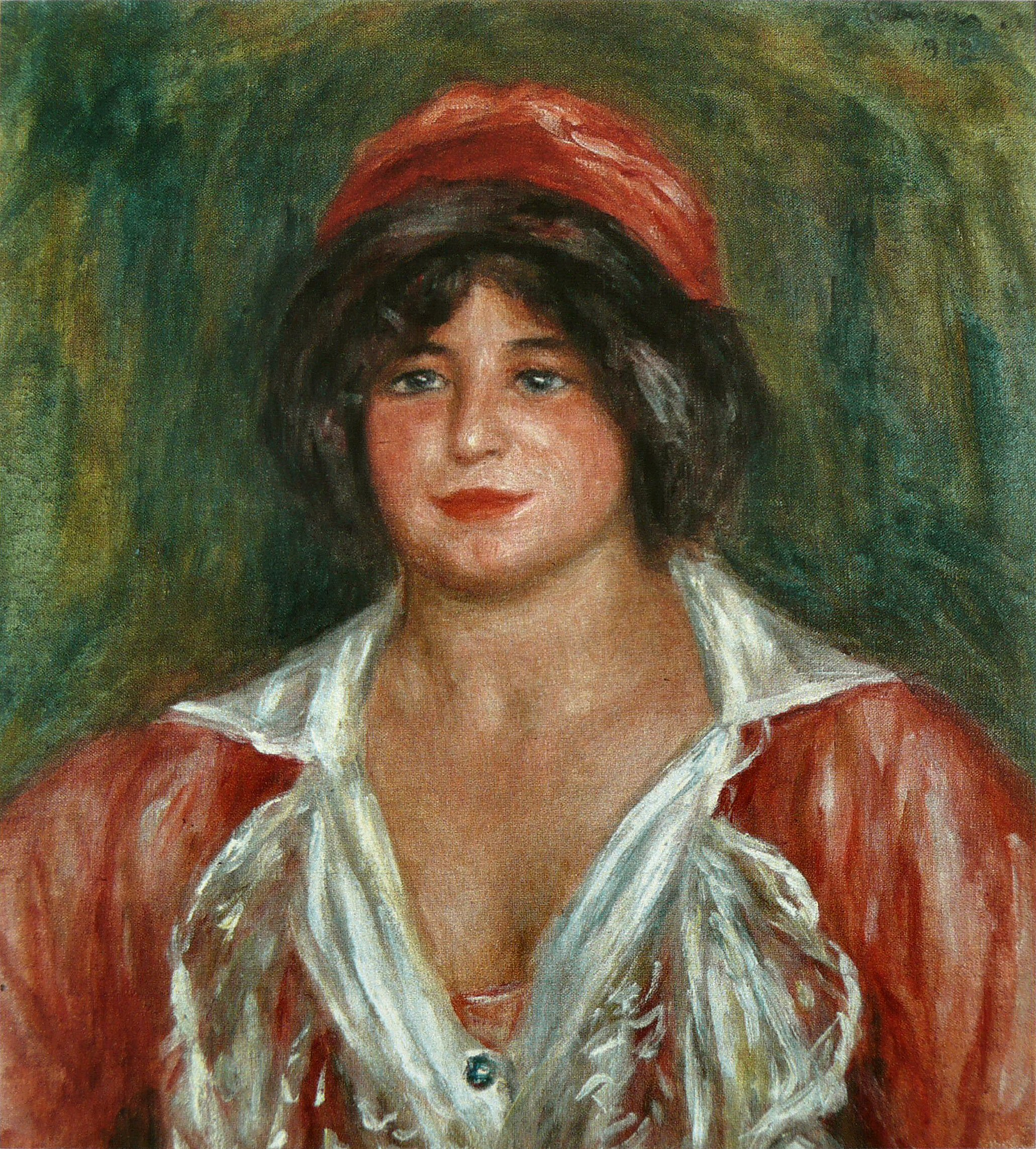
Auguste Renoir, Portrait de Colonna Romano, 1912.
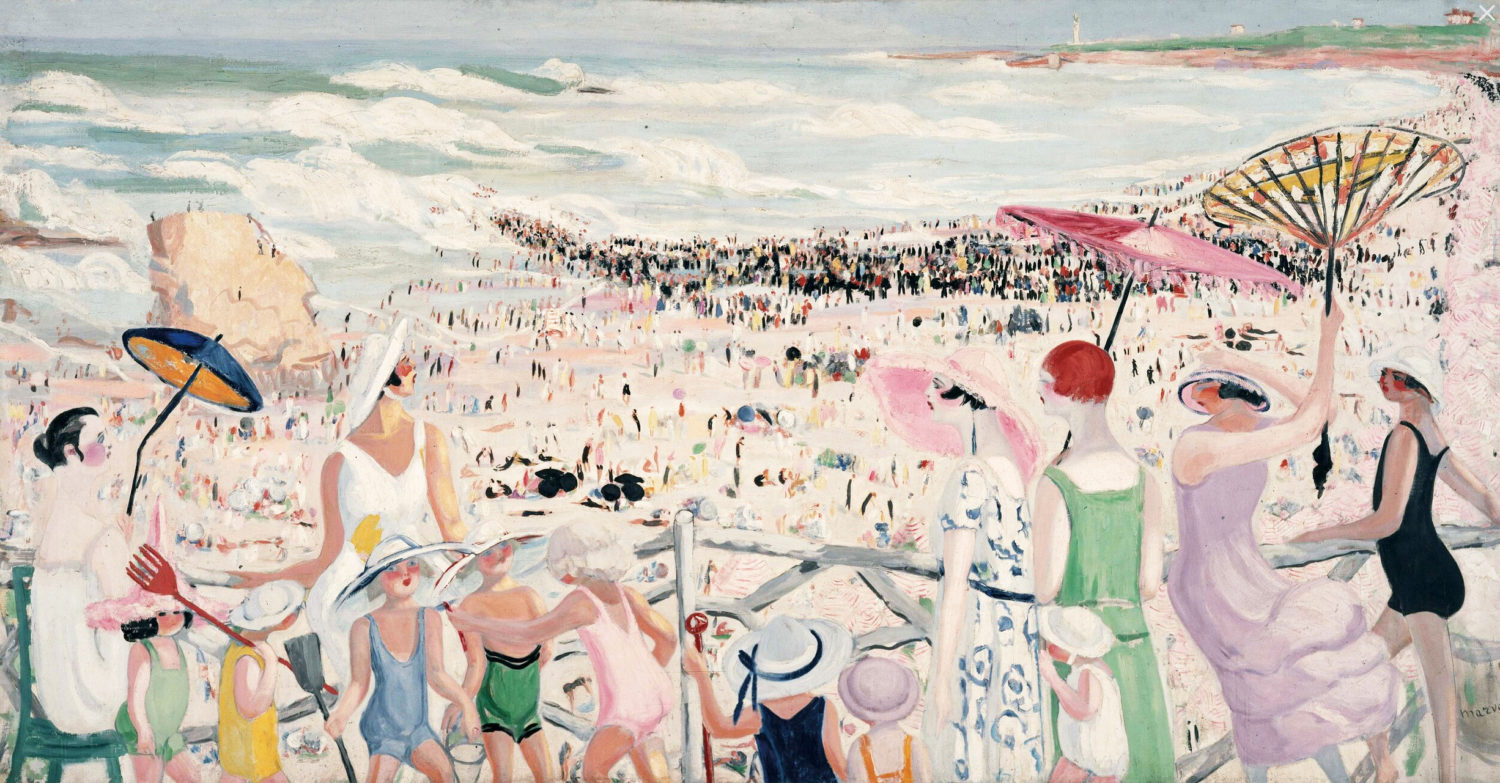
Jacqueline Marval, La Grande Plage à Biarritz, 1923.